# Gare de Pérenchies
La gare de Pérenchies est une gare ferroviaire française de la ligne de Lille aux Fontinettes, située sur le territoire de la commune de Pérenchies dans le département du Nord, en région Hauts-de-France.
C'est une gare de la Société nationale des chemins de fer français (SNCF) desservie par des trains TER Hauts-de-France.

## Situation ferroviaire
Établie à 31 mètres d'altitude, la gare de Pérenchies est située au point kilométrique (PK) 12,901 de la ligne de Lille aux Fontinettes, entre les gares ouvertes de Saint-André (Nord) et d'Armentières.

## Histoire
Le tableau du classement par produit des gares du département du Nord pour l'année 1862, réalisé par Eugène de Fourcy, ingénieur en chef du contrôle, place la station de Pérenchies au 40e rang, et au 116e pour l'ensemble du réseau du Nord, avec un total de 17 168,05 fr. Dans le détail cela représente : 6 972,89 fr pour un total de 7 633 voyageurs transportés, la recette marchandises étant de 3 153,21 fr (grande vitesse) et 7 041,95 fr (petite vitesse).

## Service des voyageurs

### Accueil
Gare SNCF, elle dispose d'un bâtiment voyageurs, avec guichet, ouvert du lundi au samedi et fermé les dimanches et jours fériés.
Une passerelle permet la traversée des voies et le passage d'un quai à l'autre.

### Desserte
Pérenchies est desservie par des trains TER Hauts-de-France qui effectuent des missions entre les gares de Lille-Flandres et d'Armentières, ou d'Hazebrouck, ou de Dunkerque.

### Intermodalité
Le stationnement des voitures et vélos est possible à proximité du bâtiment voyageurs sur le petit parking face à la gare.
La gare est également desservie par les lignes 75, 76 et Corolle 2 et par les lignes sur réservation 75R et 76R du réseau Ilévia.